# Pfaffenkammer
Die Pfaffenkammer ist eine kleine Karsthöhle im Teutoburger Wald bei Borgholzhausen (Kreis Gütersloh). Die Spalthöhle befindet sich innerhalb des Naturschutzgebietes Johannisegge-Schornstein.
Das Naturdenkmal ist in der Liste der Bodendenkmäler in Borgholzhausen aufgeführt.

## Geschichte
Um die Pfaffenkammer ranken sich etliche Sagen und Legenden. U.a. soll sie einem Geistlichen als Versteck gedient haben (daher der Name). Mehrfach wird von langen Gängen berichtet. Geheimnisvolle Gänge, die von Höhlen ausgehen sollen, sind in der Sagenliteratur häufig vertreten; sie führen zu anderen Höhlen, zu Kirchen und Domen sowie zu anderen wichtigen Örtlichkeiten. In den meisten Fällen spricht jedoch die geologische Situation gegen diese Annahmen.
So soll die Pfaffenkammer bis nach Dissen am Teutoburger Wald reichen, oder bis zu den Gertrudenberger Höhlen in Osnabrück.
In früheren Zeiten bestand die Vorstellung, alle Höhlen führten in die Unterwelt. Daher glaubte man folgerichtig, dass die verschiedenen Höhlen miteinander verbunden sein müssten. Diese Vorstellungen von unterirdischen Gangverbindungen haben ihren Ursprung in den Mythen um Orpheus, der in die Unterwelt hinabstieg, und in sog. Durchgangsriten, die demjenigen Reinigung von Sünde und Schuld versprechen, der durch eine Engstelle kriecht. Zusammenfassend ergibt sich, dass solche Verbindungsgänge leider nur in der Sage existieren.

## Geologie
Die Pfaffenkammer liegt in den Kreide-Kalksteinen des Teutoburger Waldes. Ihre Entstehung beruht auf einer Zersetzung von Kalkstein durch kohlensäurehaltiges Wasser (Verkarstung). Der Eingang ist ca. 1,5 m breit, der leicht abwärts führende Höhlengang ist etwa 50 bis 80 cm hoch und gestattet nur eine kriechende Fortbewegungsweise. Der Gesamteindruck ähnelt der Zwergenhöhle bei Lämershagen. Die derzeitige Länge wird mit 12 m angegeben. Die Höhle liegt abseits der ausgewiesenen Wanderwege und ist aufgrund fehlender Beschilderung nicht leicht zu finden.